# 先诺伊 (萨拉托夫州)
先诺伊（羅馬化：Sennoy）是俄罗斯萨拉托夫州的市级镇，为该州沃利斯克区第二大聚居地。地处萨拉托夫州北部，位于伏尔加河流域捷列什卡河沿岸，在区行政中心沃利斯克西北、州府萨拉托夫东北方。镇内设有同名铁路车站。
该地2022年人口有5,856人；2010年人口6,675；2002年人口7,031；1989年人口6,329。